# Stazione di Intra
La stazione di Intra è stata una stazione ferroviaria posta lungo la ex linea ferroviaria a scartamento ridotto Intra-Premeno chiusa il 1º ottobre 1960, a servizio della località di Intra.